# Dendrophyllia indica
Dendrophyllia indica är en korallart som beskrevs av Pillai 1969. Dendrophyllia indica ingår i släktet Dendrophyllia och familjen Dendrophylliidae. Inga underarter finns listade i Catalogue of Life.